# La Scie

La Scie était un magazine satirique français de Paris. Un total de 40 numéros a été publié au prix de 10 centimes par semaine entre le 23 juin 1872 et 23 mars 1873. L'éditeur était César Mermet. Le rédacteur en chef était d'abord George Carl et plus tard Ed. Dangin.
Le livret se composait de deux pleines pages de caricatures sur l'avant et l'arrière et deux pages de texte au milieu. La bande dessinée sur le front est en couleur, sur le dos de la brochure est en noir et blanc. La plupart des couvertures ont été dessinées par Achille Lemot ou Moloch.
Le texte et le contenu de la revue discutait des questions d'actualité et était souvent dirigé contre le prétendant au trône, le comte de Chambord, Henri d'Artois.

## Source
- http://www.ub.uni-heidelberg.de/helios/fachinfo/www/kunst/digilit/artjournals/scie.html